# Parmenione
Parmenione (Παρμενίων; 400 a.C. circa – Ecbatana, 329 a.C.) è stato un generale macedone antico, al servizio di Filippo II di Macedonia e di Alessandro Magno.
Figlio di Filota e di famiglia nobile, Parmenione arrivò a diventare il principale luogotenente militare di Filippo e un generale (stratego) di Alessandro. Fu fatto uccidere dallo stesso Alessandro, dopo che suo figlio Filota fu giustiziato per tradimento. Anche i suoi fratelli Asandro e Agato sarebbero diventati membri eminenti della Macedonia di Alessandro.

## Biografia
Parmenione fu uno dei generali di Filippo il Macedone, e suo figlio Filota divenne uno dei compagni di Alessandro Magno il Conquistatore. Durante il regno di Filippo II dunque Parmenione ottenne una grande vittoria sugli Illiri, guidati dal re Grabo, nel 356; fu uno dei legati Macedoni mandati a trattare le condizioni di pace con Atene nel 346, e fu mandato con il suo esercito a consolidare l'influenza macedone in Eubea, nel 342.
Inviato con 10 000 uomini, assieme ad Aminta e al generale Attalo, a compiere i preparativi per la sottomissione dell'Asia Minore da parte di Filippo, fu sconfitto a Magnesia da Memnone di Rodi. Dopo che Alessandro venne incoronato re dei Macedoni, Parmenione divenne il primo generale dell'esercito di Alessandro.
Durante le battaglie di Granico, Isso e Gaugamela Parmenione comandava il fianco sinistro macedone.
Dopo la conquista della Drangiana, Alessandro venne informato che Filota, figlio di Parmenione, era coinvolto in un complotto contro la sua vita. Filota fu condannato dall'esercito e venne giustiziato. Alessandro, pensando che fosse pericoloso lasciare Parmenione vivo, mandò dei sicari, tra cui Cleandro, ad Ecbatana per uccidere Parmenione (329). Non c'erano prove che Parmenione fosse realmente coinvolto nel complotto, ma non gli fu data la possibilità di difendersi ed in ogni caso il "codice di vendetta" della Grecia antica prevedeva che il capo-famiglia fosse responsabile del comportamento di tutta la famiglia. Oltre a Filota, altri due figli di Parmenione parteciparono alla spedizione in Asia: Ettore, il più giovane, che morì affogato nel Nilo durante una marcia di trasferimento, e Nicanore, che fu ferito mortalmente da una freccia durante un pattugliamento sui monti dell'Ircania e spirò ad Ecbatana.